# Col Tourrat
Pour les articles homonymes, voir Tourrat (homonymie).
Le col Tourrat ou des Pêcheurs est un col de montagne pédestre des Pyrénées à 2 604 mètres d'altitude entre le Lavedan et la vallée d'Aure, dans le département français des Hautes-Pyrénées en Occitanie.
Il relie le vallon du Barrada à l’ouest (Lavedan) et la réserve du Néouvielle (vallée d'Aure).

## Toponymie
En occitan, tourat, tourrat signifie « glacé ».

## Géographie
Le col Tourrat est situé entre le Turon de Néouvielle (3 035 m) au nord et le pic Maubic (3 058 m) au sud sur l’arête de Cap de Long et tout proche de la hourquette de Bugarret.
Il surplombe à l’ouest le lac Tourrat (2 621 m), le barrage de Cap de Long (2 161 m) à l’est et le glacier du Lac Tourrat au sud-ouest.

### Hydrographie
Le col délimite la ligne de partage des eaux entre les bassins de l'Adour côté ouest et de la Garonne côté est, qui se déversent dans l'Atlantique.

## Protection environnementale
Le col est situé dans le parc national des Pyrénées et fait partie d'une zone naturelle protégée, classée ZNIEFF de type 1 et de type 2.

## Voies d'accès
Le versant ouest est accessible au départ de la centrale hydroélectrique de Pragnères au bord de la route départementale 921. Suivre le sentier jusqu'au lac Tourrat qui est au pied du col.
Par le versant est prendre le sentier au bord du lac de Cap de Long côté sud.